# Велудо
Каэтано да Силва (порт. Caetano da Silva; 7 августа 1930, Рио-де-Жанейро — 26 октября 1979, Рио-де-Жанейро), более известен под именем Велудо (порт. Veludo) — бразильский футболист, вратарь.

## Карьера
Ещё будучи юношей, Велудо работал стивидором в порту Рио-де-Жанейро, после работы он с друзьями играл в футбол на пляжах юлиз порта, там его игру заменил бразильский арбитр Армандо Маркес, который порекомендовал Велудо клубу «Флуминенсе», но первым голкипером команды Велудо стать не мог, это место твёрдо занимал лучший вратарь страны Кастильо, но когда всё же Велудо доводилось выходить на поле он показывал высокий класс игры, а фанаты «Флу» полюбили молодого вратаря. В 1954 году Велудо начал вызываться в сборную Бразилии, это был нонсенс — впервые в истории бразильского футбола два вратаря одной команды одновременно гирали и в сборной страны, и в том же году поехал с ней на чемпионат мира, где правда все игры просидел на скамье запасных. Затем он перешёл в уругвайский клуб «Насьональ», а затем вренулся во «Флуминенсе», где уже не показывал высокого уровня игры, в частности в декабре 1956 года в дерби с клубом «Фламенго» Велудо пропустил 6 мячей, часть из которых была забита по его вине.
После ухода из «Флуминенсе», Велудо играл за клубы «Канто до Рио», «Сантос», «Атлетико Минейро», «Мадурейру» и «Ренасенсу», нигде не задерживаясь подолгу.
После завершения карьеры игрока, Велудо, как и многие бывшие звёзды футбола Бразилии, был позабыт, а в 1973 году был госпитализирован в больницу, президент которой был близким другом Кастильо, там он, хрупкий старик весом 48 кг с полностью белыми волосами, и скончался.

## Достижения
- Чемпион штата Рио-де-Жанейро: 1951
- Обладатель кубка Освалдо Круза: 1955, 1956
- Обладатель Кубка Атлантики: 1956
- Чемпион штата Сан-Паулу: 1958
- Чемпион штата Минас-Жерайс: 1958